# Elektronenoptik
Die Elektronenoptik befasst sich mit der Fokussierung und Abbildung von Elektronenströmen im Vakuum mittels elektrischer oder magnetischer Felder.
Sind die bewegten geladenen Teilchen Ionen, so spricht man von Ionenoptik, z. B. beim Feldionenmikroskop, mit dem Erwin Wilhelm Müller 1950 erstmals einzelne Atome „sehen“ konnte.

## Grundlagen

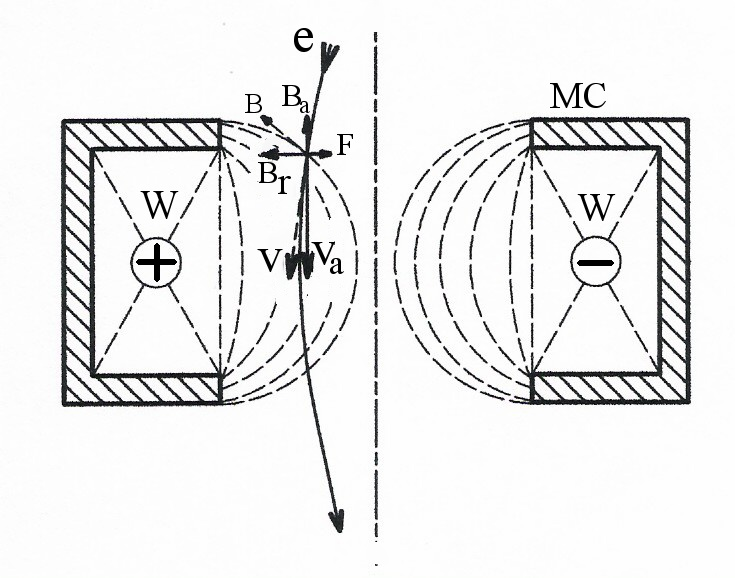
Magnetische Linse

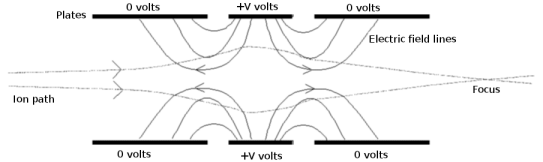
Eine Einzellinse ist eine spezielle elektrostatische Linse. Gezeigt ist der Flugpfad von positiv geladenen Ionen. Sechs Platten sind parallel zum Flugpfad ausgerichtet und die mittlere Platte liegt auf einem speziellen Potential.

Elektrische und magnetische Felder wirken auf geladene Teilchen im Vakuum ähnlich wie optische Medien auf den Lichtstrahl. Dies wurde 1926 erstmals von Hans Busch beschrieben und berechnet, der als Begründer der Elektronenoptik gilt.
Die Kraftwirkung elektrischer Felder ist parallel zu deren Feldlinien, während die Lorentzkraft in einem Magnetfeld senkrecht sowohl auf dem Geschwindigkeitsvektor der Ladungsträger als auch auf der magnetischen Flussdichte steht.
Zylindersymmetrische inhomogene Felder, seien sie nun elektrisch oder magnetisch, wirken wie Linsen. Orthogonale Felder wirken wie Prismen (Ablenkmagnet, Ablenkplatten). Netze und dahinter liegende negativ geladene Platten wirken reflektierend.
Viele Prinzipien der Lichtoptik lassen sich auf die Elektronenoptik übertragen, so lässt sich der Brechungsindex aus dem Fermatschen Prinzip herleiten. Auch einige optische Abbildungsfehler sind auf die Elektronenoptik übertragbar. Die Abbildungsgesetze rotationssymmetrischer Felder gelten für den paraxialen Strahlengang, also für Elektronen die dicht an der Symmetrieachse bleiben.

## Anwendungen
Elektronenoptische Systeme findet man vor allem zur Fokussierung von Elektronenstrahlen.
Ein typisches Beispiel sind Bildröhren (Braunsche Röhren bzw. Kathodenstrahlröhren) in Bildaufnahmeröhren (Fernsehaufnahmeröhren), Oszilloskopen und Röhrenfernsehern.
Elektronenoptik dient zur Projektion eines aus Elektronen bestehenden Bildes (Elektronen-Abbildung) in Bildwandlerröhren, Transmissionselektronenmikroskopen (TEM) und Rasterelektronenmikroskopen (REM). In Letzterem wird der extrem genau fokussierte Elektronenstrahl abgelenkt und tastet rasterartig die Probe ab, welche ihrerseits ortsabhängig Sekundärelektronen abgibt.
In Teilchenbeschleunigern werden geladene Teilchen magnetisch abgelenkt und mit elektrischen Feldern beschleunigt.
Erste Bildröhren in den 1950er Jahren hatten eine magnetische Fokussierung des Elektronenstrahls auf den Bildschirm. Sie bestand aus einer mechanisch verstellbaren Kombination aus zwei gegensinnig hintereinander angeordneten Ringmagneten auf dem Bildröhrenhals. Ein Beispiel war z. B. die Fernsehbildröhre Typ „B43M1“. Das Feld der Ringmagnete wirkt als magnetische Linse auf den Elektronenstrahl.
Magnetische Fokussierung wird auch heute bei Systemen mit hohen Strahlleistungen angewendet. Die Fokussierung ließ sich später, wie das bereits bei den Oszillografenröhren der Fall war, statt der Ringmagnete auch in Bildröhren mit elektrischen, durch präzise Zylinder und Lochblenden erzeugten Feldern erreichen. Die Punktschärfe (Fokussierung) bei Bildröhren wird durch eine oder zwei Spannungen (Fokussierspannung) eingestellt. Bei dieser sogenannten elektrostatischen Fokussierung wird der Leuchtpunkt des Elektronenstrahls durch Einstellen der Felder bei den Fokussierelektroden durch eine sogenannte elektrostatische Linse gebündelt. Die erforderlichen Spannungen werden wie auch die Anodenspannung im Zeilentransformator erzeugt und können mit einem Potentiometer im Inneren des Fernsehers eingestellt werden.
Abstimmanzeigeröhren (Magische Augen) enthielten bereits vor der Entwicklung von Bildröhren Ablenkstäbchen als Elektroden zur Veränderung der die Anzeige bildenden Strahlform.

## Auflösungsgrenze
Die Auflösungsgrenze von elektromagnetischen Optiken lässt sich in Analogie zur Auflösungsgrenze in der Optik berechnen, indem man die De-Broglie-Wellenlänge einsetzt.